# ZK-300
ZK-300 – polska lotnicza bomba kasetowa. Po zrzucie z bomby jest uwalniane 315 bomb odłamkowych LBOk-1 o łącznej masie 252 kg. Pole rażenia subamunicji tworzy prostokąt o wymiarach 200x1500 m.